# Quest (bateau)
Pour les articles homonymes, voir Quest.
Le Foca I, rebaptisé Quest en 1921, est une goélette à vapeur construite à Risør en Norvège en 1917 et qui sombre en 1962 dans la mer du Labrador.

## Histoire
Le navire est acheté, peu après sa construction, par Ernest Shackleton pour l'expédition Shackleton-Rowett (1921-1922). À la suite de la mort de son commandant, en Géorgie du Sud, l'essentiel de l'expédition qui s'ensuit se résume à trois mois de navigation sous le commandement du second, Frank Wild. La lenteur du bateau, sa consommation excessive de carburant, sa tendance à tanguer dans une mer agitée, ainsi qu'une voie d'eau persistante conduisent Wild à mettre un terme à l'expédition car le navire n'est pas en mesure d'aller plus loin que la longitude de 20°E, bien loin de son but plus à l'est, et son moteur de faible puissance est incapable de lui permettre de pénétrer plus avant dans le pack.
Le navire est ensuite utilisé comme phoquier, mais également dans l'expédition Baare (1930-1931).
Gaston Micard organise en 1936-1937 une expédition norvégio-française au Groenland et à l'île Jan Mayen à bord du Quest commandé par Ludolf Schelderup (1894-1983). Le but de l'expédition est d'établir une station météorologique au fjord Ingolf, d'installer une base d'hivernage dans le fjord de l'Indépendance et d'explorer la Terre de Peary. Il hiverne alors dans le fjord Clavering,,. Il embarque le 17 août 1937 Paul-Émile Victor pour le ramener en Europe
Le Quest sert ensuite comme dragueur de mines pour la Royal Navy pendant la Seconde Guerre mondiale (1940-1946).
Endommagé par les glaces, il coule le 5 mai 1962 en mer du Labrador ; son épave est retrouvée le 12 juin 2024 au large du Labrador, à 390 mètres de profondeur,.

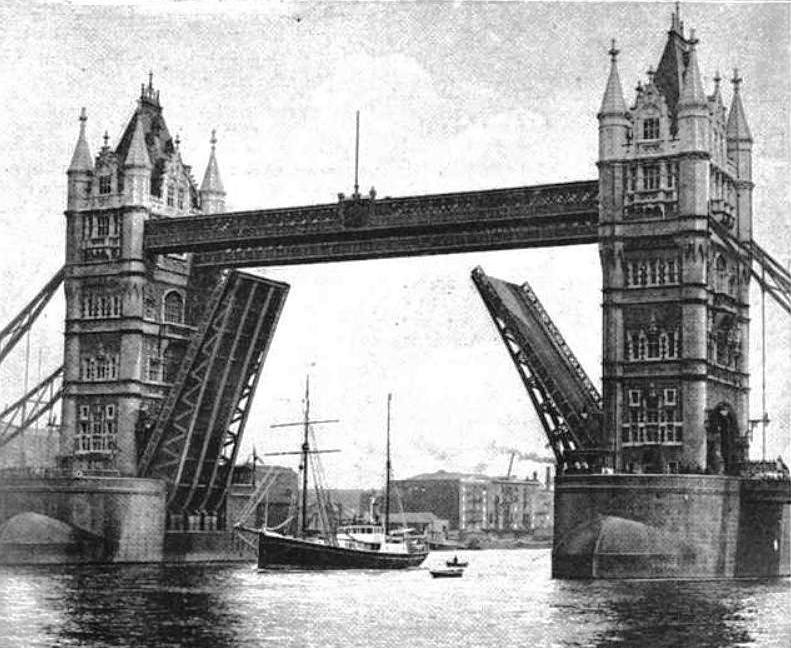
Le Quest passant sous Tower Bridge.